# Cristina Rossello
Cristina Rossello, née le 24 décembre 1961 à Finale Ligure (Italie), est une avocate et femme politique italienne. Elle est notamment connue pour avoir travaillé pour Mediobanca pendant plusieurs années et avoir défendu Silvio Berlusconi lors de son divorce d’avec Veronica Lario.

## Biographie
Cristina Rossello naît le 24 décembre 1961 à Finale Ligure. Elle obtient son diplôme d’avocate à Gênes en 1986, avec la note maximale et les félicitations du jury. En 1992, elle entre au cabinet d’Ariberto Mignoli. Rossello travaille notamment pour Serafino Ferruzzi, Massimo Moratti, Ferrero, la Rai et Mondadori, ainsi que Mediobanca pendant plusieurs années. Elle est surnommée « la dame de fer de piazzetta Cuccia », la petite place désignant par métonymie la banque Mediobanca qui y a son siège. Elle défend également Silvio Berlusconi lors de son divorce d’avec Veronica Lario,.
En 2015, elle devient vice-présidente de Veneto Banca, alors en difficultés, et membre du conseil d’administration de Spafid, la société fiduciaire de Mediobanca.
En 2018, Rossello est élue députée Forza Italia dans la circonscription Lombardie 1,.